# 伊藤潤二『マニアック』
『伊藤潤二『マニアック』』は、スタジオディーン制作による日本のWebアニメ。2023年1月19日よりNetflixにて配信され、2024年7月7日から9月22日にかけてTOKYO MXにて放送された。

## 概要
本作は「狂気」「狂人」をコンセプトに、ホラー漫画家である伊藤潤二の『伊藤潤二傑作集』『魔の断片』および『伊藤潤二研究 ホラーの深淵から』に収録されているホラー漫画から選りすぐりの20タイトルを集めたアニメ作品である。
監督は田頭しのぶが、脚本は澤田薫が、音楽は林ゆうきが、アニメーション制作はスタジオディーンがそれぞれ担当する。2018年に放送された『伊藤潤二『コレクション』』とスタッフの多くが共通しており、実質的に同作の2期と言える。

## 製作
| 原作                                            | 伊藤潤二                                       |
| 監督 絵コンテ シリーズ構成 キャラクターデザイン | 田頭しのぶ                                     |
| 脚本                                            | 澤田薫                                         |
| 美術監督                                        | 三宅昌和                                       |
| 色彩設計                                        | 北爪英子                                       |
| 撮影監督                                        | 谷内蛍冴美                                     |
| 編集                                            | 小野寺桂子                                     |
| 音響監督                                        | 郷田ほづみ                                     |
| 音楽                                            | 林ゆうき                                       |
| 音楽制作                                        | 日本コロムビア                                 |
| 音楽プロデューサー                              | 穴井健太郎                                     |
| プロデューサー                                  | 吉田剛志 君和田敬之 谷口博康 竹村崇史 小暮孝司 |
| アニメーションプロデューサー                    | 門貴治                                         |
| アニメーション制作                              | スタジオディーン                               |
| 製作                                            | 伊藤潤二『マニアック』製作委員会               |

### 沿革
プロモーション
2022年6月9日、伊藤潤二『マニアック』というタイトルで、伊藤潤二作品20タイトルをアニメ化するプロジェクトが発表された。
2022年7月15日から2022年12月9日にかけて、アニメ化するタイトルや出演するキャストの情報が公開された。
2022年10月27日には、PV第1弾としてアニメ本編映像の一部とオープニング映像が公開された。それに合わせて、主題歌をMADKIDが担当することが発表された。
2023年1月13日には、全20タイトルの本編映像を使用した本PVが公開された。
2024年7月7日にテレビ放送が開始された。テレビ放送開始を記念して、第1話では副音声で櫻井孝宏・清水理沙・朝井彩加・金田朋子によるオーディオコメンタリーが提供された。
イベント
2023年1月24日から2月5日まで、本作品と東京タワーとのコラボイベントが開催された。イベント内では、本イベント限定グッズの販売や、アニメ本編の原画や設定画・絵コンテなどの公開が行われた。

### 企画
- 出典[12]

監督の田頭しのぶは10代の頃、「ハロウィン」というホラー雑誌と伊藤潤二の漫画に出会い、その影響を強く受けた。特に「富江」を読んだ時の衝撃と「双一」の怪しさが忘れられず、伊藤潤二の漫画をアニメ化して自分が監督をするという漠然とした夢を持つようになった。アニメ業界に入った後も、田頭は伊藤潤二の漫画をアニメ化したいという思いを持ち続け、その願いを周囲に語り続けた。業界歴が長くなった2016年11月、田頭は一人で企画を立ち上げ、数多くの人々の協力を得て、アニメ化プロジェクト第一弾『伊藤潤二「コレクション」』を実現させた。そして今回、アニメ化第二弾が決定し、再び監督を任せられることとなった。

### 制作作業
- 出典[12]

田頭は本作を制作するにあたり、原作のタイトルを付箋に書き出し、ホワイトボードに張り出して何時間も睨みつけながらタイトルを厳選したという。タイトルの順番やABパートのカップリング、次回予告とのバランスを考え抜いて20タイトルを決定した。全話数の絵コンテを自ら手がけ、原作の空気感を再現するために各設定や場面設定、状況設定を作り込み、全ての素材を揃えた状態で各話のスタッフに託した。田頭によれば、各話のスタッフが田頭の作り込んだ素材をどう料理して映像にしたのかも見所の一つだという。

## 楽曲
「Paranoid」
MADKIDによるオープニングテーマ。作詞はLINとYUKI、作曲・編曲はLIN。発売元は日本コロムビア。
「云う透り」
JYOCHOによるエンディングテーマ。作詞・作曲・編曲は中川大二朗。レーベルはNo Big Deal Records。

## 各話リスト
| 話数 | サブタイトル         | 演出                         | 作画監督 | 総作画監督        | 初放送日      |
| ---- | -------------------- | ---------------------------- | --- | ----------------- | ------------- |
| 1    | 怪奇ひきずり兄弟     | 田頭しのぶ                   | 舘崎大 小山和弘 中熊太一 田頭しのぶ | 小谷杏子          | 2024年 7月7日 |
| 2    | トンネル奇譚         | まつもとよしひさ 村田尚樹    | 小田真弓 山村俊了 森悦史 大西陽一 中熊太一 福士真由美 | 小谷杏子          | 7月14日       |
| 2    | アイスクリーム・バス | まつもとよしひさ 村田尚樹    | 小田真弓 山村俊了 森悦史 大西陽一 中熊太一 福士真由美 | 小谷杏子          | 7月14日       |
| 3    | 「首吊り気球」       | 吉田俊司                     | 手島勇人 鷲田敏弥 岩井優器 杭州神在動漫有限公司 StudioR.A 所沢映画 張昀                                                                                   | 小谷杏子          | 7月21日       |
| 4    | 四重壁の部屋         | 田中貴大                     | 山下菜摘 古池ゆかり 森悦史 鷲田敏弥 齊藤千比呂 田守優希 冨沢和雄 EN.studio 李文生 くろは 楊明坤 陳伊莎 寧波麦冬映画                                       | 小谷杏子          | 7月28日       |
| 4    | 睡魔の部屋           | 田中貴大                     | 山下菜摘 古池ゆかり 森悦史 鷲田敏弥 齊藤千比呂 田守優希 冨沢和雄 EN.studio 李文生 くろは 楊明坤 陳伊莎 寧波麦冬映画                                       | 小谷杏子          | 7月28日       |
| 5    | 侵入者               | 吉田俊司                     | 中熊太一 小山和弘 吉田翔太 松竹徳幸 | 松竹徳幸          | 8月4日        |
| 5    | 屋根裏の長い髪       | 吉田俊司                     | 中熊太一 小山和弘 吉田翔太 松竹徳幸 | 松竹徳幸          | 8月4日        |
| 6    | 黴                   | 田頭しのぶ                   | 鷲田敏弥 齊藤千比呂 田守優希 張昀 舘崎大 古池ゆかり 日向正樹 中本尚 蒙晏妮 田頭しのぶ                                                                     | 小谷杏子          | 8月11日       |
| 6    | 蔵書幻影             | 田頭しのぶ                   | 鷲田敏弥 齊藤千比呂 田守優希 張昀 舘崎大 古池ゆかり 日向正樹 中本尚 蒙晏妮 田頭しのぶ                                                                     | 小谷杏子          | 8月11日       |
| 7    | 墓標の町             | 曽根利幸                     | 小田真弓 山村俊了 アラタハヤト 檜垣彰子 所沢映画 EN.studio                                                                                                | 小谷杏子          | 8月18日       |
| 8    | 恐怖の重層           | 村田尚樹                     | 森悦史 大西陽一 福士真由美 アラタハヤト 鷲田敏弥 檜垣彰子 所沢映画 EN.studio                                                                              | 小谷杏子          | 8月25日       |
| 8    | 漂着物               | 村田尚樹                     | 森悦史 大西陽一 福士真由美 アラタハヤト 鷲田敏弥 檜垣彰子 所沢映画 EN.studio                                                                              | 小谷杏子          | 8月25日       |
| 9    | 富江・写真           | 田頭しのぶ 奥野浩行 村田尚樹 | 小山和弘 中熊太一 舘崎大 岡田優里 齋藤晴輝 陳如水 張昀 EN.studio 所沢映画                                                                                 | 松竹徳幸          | 9月1日        |
| 10   | 耐えがたい迷路       | 吉田俊司                     | 古池ゆかり 吉田翔太 小田真弓 鷲田敏弥 齊藤千比呂 田守優希 EN.studio 所沢映画 楊明坤 陳伊莎 金立里 李文生 くろは 超能力者アニメーション 薪魂アニメーション | 小谷杏子          | 9月8日        |
| 10   | いじめっ娘           | 吉田俊司                     | 古池ゆかり 吉田翔太 小田真弓 鷲田敏弥 齊藤千比呂 田守優希 EN.studio 所沢映画 楊明坤 陳伊莎 金立里 李文生 くろは 超能力者アニメーション 薪魂アニメーション | 小谷杏子          | 9月8日        |
| 11   | 路地裏               | 村田尚樹                     | 森悦史 山村俊了 アラタハヤト 鷲田敏弥 齊藤千比呂 田守優希 檜垣彰子 福士真由美 所沢映画 楊明坤 GKセールス 岡田優里 齋藤晴輝 胡慶丹 陳如水                  | 小谷杏子          | 9月15日       |
| 11   | 首のない彫刻         | 村田尚樹                     | 森悦史 山村俊了 アラタハヤト 鷲田敏弥 齊藤千比呂 田守優希 檜垣彰子 福士真由美 所沢映画 楊明坤 GKセールス 岡田優里 齋藤晴輝 胡慶丹 陳如水                  | 小谷杏子          | 9月15日       |
| 12   | 耳擦りする女         | 田頭しのぶ                   | 中山由美 山下菜摘 松井晟花 舘崎大 鷲田敏弥 齊藤千比呂 田守優希 和田可蓮 中熊太一 中本尚 日向正樹 松竹徳幸 徐闖 陈宇 張昀 岡田優里 齋藤晴輝 胡慶丹 陳如水  | 松竹徳幸 小谷杏子 | 9月22日       |
| 12   | 双一の愛玩動物       | 田頭しのぶ                   | 中山由美 山下菜摘 松井晟花 舘崎大 鷲田敏弥 齊藤千比呂 田守優希 和田可蓮 中熊太一 中本尚 日向正樹 松竹徳幸 徐闖 陈宇 張昀 岡田優里 齋藤晴輝 胡慶丹 陳如水  | 松竹徳幸 小谷杏子 | 9月22日       |

## 放送情報
| 放送期間               | 放送時間           | 放送局   | 対象地域 |
| ---------------------- | ------------------ | -------- | -------- |
| 2024年7月7日 - 9月22日 | 日曜 22:00 - 22:30 | TOKYO MX | 東京都   |

## 関連商品

### 音楽商品
オリジナル・サウンドトラック
林ゆうきによるサウンドトラック。2023年8月2日に発売された。全49曲。
| 全作曲: 林ゆうき。 |                                               |           |            |          |       |
| #                  | タイトル                                      | 作詞      | 作曲・編曲 | コーラス | 時間  |
| 1.                 | 「Tomie_MANIAC」                              |           | 林ゆうき   | 田中彩子 | 03:52 |
| 2.                 | 「The Strange Hikizuri Siblings: The Seance」 |           | 林ゆうき   |          | 01:40 |
| 3.                 | 「Ectoplasm」                                 |           | 林ゆうき   |          | 02:26 |
| 4.                 | 「The Quiet Night」                           |           | 林ゆうき   |          | 02:18 |
| 5.                 | 「The Story of the Mysterious Tunnel」        |           | 林ゆうき   |          | 01:54 |
| 6.                 | 「Cosmic-Ray Observatory」                    |           | 林ゆうき   |          | 02:16 |
| 7.                 | 「Ice Cream Bus」                             |           | 林ゆうき   |          | 01:59 |
| 8.                 | 「Hanging Balloon」                           |           | 林ゆうき   |          | 03:02 |
| 9.                 | 「Four X Four Walls」                         |           | 林ゆうき   |          | 02:01 |
| 10.                | 「The Sandman's Lair」                        |           | 林ゆうき   |          | 01:58 |
| 11.                | 「Intruder」                                  |           | 林ゆうき   |          | 01:40 |
| 12.                | 「Long Hair in the Attic」                    |           | 林ゆうき   |          | 02:39 |
| 13.                | 「Mold」                                      |           | 林ゆうき   |          | 02:54 |
| 14.                | 「Library Vision」                            |           | 林ゆうき   |          | 01:51 |
| 15.                | 「Tomie_MANIAC Inst Ver.」                    |           | 林ゆうき   |          | 03:52 |
| 16.                | 「The Quiet Night Piano Ver.」                |           | 林ゆうき   |          | 02:12 |
| 17.                | 「Ice Cream Bus Inst Ver.」                   |           | 林ゆうき   |          | 01:59 |
| 18.                | 「Ice Cream Bus Slow Ver.」                   |           | 林ゆうき   |          | 01:41 |
| 19.                | 「Tension Inst Ver.」                         |           | 林ゆうき   |          | 01:56 |
| 20.                | 「Trailer」                                   |           | 林ゆうき   |          | 00:34 |
| 21.                | 「Trailer Ver. A」                            |           | 林ゆうき   |          | 00:35 |
| 22.                | 「Trailer Ver. B」                            |           | 林ゆうき   |          | 00:29 |
| 23.                | 「Trailer Ver. C」                            |           | 林ゆうき   |          | 00:31 |
| 24.                | 「Trailer Ver. D」                            |           | 林ゆうき   |          | 00:29 |
| 25.                | 「Trailer Ver. E」                            |           | 林ゆうき   |          | 00:31 |
| 26.                | 「Trailer Ver. F」                            |           | 林ゆうき   |          | 00:27 |
| 27.                | 「Trailer Ver. G」                            |           | 林ゆうき   |          | 00:36 |
| 28.                | 「Trailer Ver. H」                            |           | 林ゆうき   |          | 00:27 |
| 29.                | 「Trailer Ver. I」                            |           | 林ゆうき   |          | 00:31 |
| 30.                | 「Trailer Ver. J」                            |           | 林ゆうき   |          | 00:26 |
| 31.                | 「Tomb Town」                                 |           | 林ゆうき   |          | 02:19 |
| 32.                | 「Layers of Terror」                          |           | 林ゆうき   |          | 02:24 |
| 33.                | 「The Thing that Drifted Ashore」             |           | 林ゆうき   |          | 03:13 |
| 34.                | 「Tomie・Photo」                              |           | 林ゆうき   |          | 01:42 |
| 35.                | 「Unendurable Labyrinth」                     |           | 林ゆうき   | 赤坂陽月 | 02:30 |
| 36.                | 「The Bully」                                 |           | 林ゆうき   |          | 03:12 |
| 37.                | 「Alley」                                     |           | 林ゆうき   |          | 02:26 |
| 38.                | 「Headless Statue」                           |           | 林ゆうき   |          | 02:00 |
| 39.                | 「Whispering Woman」                          |           | 林ゆうき   |          | 02:08 |
| 40.                | 「Soichi's Beloved Pet」                      |           | 林ゆうき   |          | 02:58 |
| 41.                | 「Nightmare」                                 |           | 林ゆうき   |          | 01:51 |
| 42.                | 「Fear」                                      |           | 林ゆうき   |          | 02:11 |
| 43.                | 「Tension」                                   |           | 林ゆうき   |          | 01:56 |
| 44.                | 「Peculiar Legend」                           |           | 林ゆうき   |          | 01:53 |
| 45.                | 「An Uncanny Place」                          |           | 林ゆうき   |          | 02:08 |
| 46.                | 「Panic」                                     |           | 林ゆうき   |          | 02:00 |
| 47.                | 「Layers of Terror Inst Ver.」                |           | 林ゆうき   |          | 02:24 |
| 48.                | 「Unendurable Labyrinth Inst Ver.」           |           | 林ゆうき   |          | 02:31 |
| 49.                | 「Free as a Bird」                            |           | 林ゆうき   |          | 01:28 |
| 合計時間:          | 合計時間:                                     | 合計時間: | 93:00      |          |       |

## 登場人物
※出典

### 怪奇ひきずり兄弟
引摺一也
声 - 櫻井孝宏
引摺家の長男。19歳。
引摺黄子
声 - 朴璐美
引摺家の長女。18歳。
引摺四五郎
声 - 飯島肇
引摺家の次男。
引摺成美
声 - 清水理沙
引摺家の次女。
引摺ヒトシ
声 - 朝井彩加
引摺家の三男。
引摺みさ子
声 - 金田朋子
引摺家の三女。

### トンネル奇譚
五郎
声 - 堀江瞬
マリ
声 - 嶺内ともみ
小山
声 - 水野理紗

### アイスクリーム・バス
園原
声 - 置鮎龍太郎
アイスクリームマン
声 - 近松孝丞
友樹
声 - 松本沙羅

### 首吊り気球
森中和子
声 - 杉山里穂
白石晋也
声 - 岸尾だいすけ
藤野輝美
声 - 野水伊織

### 四重壁の部屋
双一
声 - 三ツ矢雄二
公一
声 - 細谷佳正
さゆり
声 - 斉藤佑圭
互須
声 - 青山穣

### 睡魔の部屋
平野雄二
声 - 阪口周平
マリ
声 - 岡純子

### 侵入者
押切
声 - 下野紘

### 屋根裏の長い髪
チエミ
声 - 日笠陽子
平塚
声 - 武藤正史
エリ
声 - 千本木彩花

### 黴
赤坂
声 - 平川大輔
誠二
声 - 岡野浩介

### 蔵書幻影
白崎五郎
声 - 梶裕貴
香子
声 - 半場友恵

### 墓標の町
吉川剛
声 - 木村良平
吉川かおる
声 - M・A・O
村上泉
声 - 内田彩

### 恐怖の重層
麗実
声 - Lynn
成実
声 - 朴璐美
母
声 - 小林美奈

### 漂着物
弘原海
声 - 石川界人
美枝
声 - 小林優子

### 富江・写真
川上富江
声 - 末柄里恵
泉沢月子
声 - 花守ゆみり
山崎
声 - 八代拓
太地
声 - 杉田智和
木股
声 - 吉野裕行

### 耐えがたい迷路
小夜子
声 - 金元寿子
法子
声 - 嶋村侑
倉本文
声 - 安済知佳

### いじめっ娘
栗子
声 - 高森奈津美

### 路地裏
石田
声 - 鈴木裕斗
忍
声 - うえだ星子

### 首のない彫刻
留美
声 - 折笠富美子
島田
声 - 近藤隆

### 耳擦りする女
山東まゆみ
声 - 中川翔子
内田美津
声 - 園崎未恵

### 双一の愛玩動物
コロン
声 - 金田朋子